# ناتله سم شیلیملا
ناتله سم شیلیملا (به انگلیسی: Sem Shilimela) زاده ۳۰ ژوئن ۱۹۹۱ است. او کشتی گیر کشور نامیبیا است.